# آرگوس (آلبوم)
«آرگوس» (به انگلیسی: Argus) سومین آلبوم استودیویی گروه راک انگلستانی ویشبون اش است که سال ۱۹۷۲ میلادی منتشر شد. این آلبوم که آمیزه‌ای از سبکهای پراگرسیو، فولک و هارد راک است، مهمترین اثر گروه و از سرآغازهای استفاده از هارمونی دو گیتار لید به شمار می‌رود؛ شیوه‌ای که مورد تقلید گروه‌های بزرگی همچون ثین لیزی و آیرن میدن قرار گرفت.
مجلهٔ ساوندز آرگوس را به عنوان آلبوم سال ۱۹۷۲ برگزید.